# Valmacca
Valmacca (Varmaca o Uarmaca in piemontese) è un comune italiano di 955 abitanti della provincia di Alessandria in Piemonte.

## Storia
le origini della città risalgono al medioevo, infatti fu fondata nel 1355. Alla fine del XIV secolo, con la fine della casata locale, i territori passarono ai signori di Casale. In seguito il governo fu esercitato da diverse signorie.

### Simboli
(D.P.R. del 5 giugno 1957)

## Monumenti e luoghi d'interesse
- Chiesa della Natività di Maria Vergine

## Società

### Evoluzione demografica
Abitanti censiti

## Amministrazione
Di seguito è presentata una tabella relativa alle amministrazioni che si sono succedute in questo comune.
| Periodo         | Periodo         | Primo cittadino   | Partito                              | Carica               | Note        |
| --------------- | --------------- | ----------------- | ------------------------------------ | -------------------- | ----------- |
| 19 giugno 1985  | 24 maggio 1990  | Pierino Ferrarino | -                                    | Sindaco              | [ 5 ]       |
| 24 maggio 1990  | 24 aprile 1995  | Pierino Ferrarino | -                                    | Sindaco              | [ 5 ]       |
| 24 aprile 1995  | 14 giugno 1999  | Felice Barbero    | centro-destra                        | Sindaco              | [ 5 ]       |
| 14 giugno 1999  | 14 giugno 2004  | Felice Barbero    | lista civica                         | Sindaco              | [ 5 ]       |
| 14 giugno 2004  | 8 giugno 2009   | Giancarlo Lodi    | lista civica                         | Sindaco              | [ 5 ]       |
| 8 giugno 2009   | 26 maggio 2014  | Paola Robotti     | lista civica Insieme per Valmacca    | Sindaco              | [ 5 ]       |
| 26 maggio 2014  | 14 ottobre 2016 | Gianni Boselli    | lista civica Nuovo progetto          | Sindaco              | [ 5 ] [ 6 ] |
| 14 ottobre 2016 | 11 giugno 2017  | Piero Bovio       | lista civica Nuovo progetto          | Vicesindaco reggente | [ 5 ]       |
| 11 giugno 2017  | 12 giugno 2022  | Piero Bovio       | lista civica Nuovo progetto Valmacca | Sindaco              | [ 5 ]       |
| 12 giugno 2022  | in carica       | Piero Bovio       | lista civica Nuovo progetto Valmacca | Sindaco              | [ 5 ]       |